# 大内孝夫
大内 孝夫（おおうち たかお、1960年6月5日 - ）は、日本の大学教員。名古屋芸術大学芸術学部音楽領域教授。

## 概要
東京都生まれ。東京都立国立高等学校、慶應義塾大学経済学部卒業後、富士銀行（現みずほ銀行）に入行。入行後、証券部次長や仙台営業部副部長、銀行等保有株式取得機構運営企画室長（常勤トップ）、みずほ銀行いわき支店長などを歴任後、退職。その後、2013年より武蔵野音楽大学に転職。大学の就職課に勤務する傍ら、会計学・キャリアデザイン講師を兼務。2019年より名古屋芸術大学特別客員教授を経て、2020年より名古屋芸術大学芸術学部音楽領域教授に就任。また、公益法人日本証券アナリスト協会検定会員、名古屋音楽学校アドバイザー、日本証券アナリスト協会検定、全日本ピアノ指導者協会（ピティナ）キャリア支援室長やピアノ指導者経営相談窓口担当なども兼ねている。

## 所属団体
- ドラッカー学会
- 日本証券アナリスト協会

## 著書
- 「音大卒」は武器になる　ヤマハミュージックエンタテインメントホー　2015年2月　ISBN　9784636910650
- 「ピアノ習ってます」は武器になる―ＡＩ時代最強の子育て戦略　音楽之友社　2021年5月　ISBN　9784276212336
- 音大出てどうするの？―マンガ『「音大卒」は武器になる』　ヤマハミュージックエンタテインメントホー　2021年12月　ISBN　9784636949742
- 音大崩壊―音楽教育を救うたった２つのアプローチ　ヤマハミュージックエンタテインメントホー　2022年6月　ISBN　9784636978322
- 「音大卒」の戦い方　ヤマハミュージックエンタテインメントホー　2016年1月　ISBN　9784636919370
- 大学就職課発！！目からウロコの就活術―「音大卒＝武器」にした元メガバンク支店長が贈る！　音楽之友社　2016年6月　ISBN　9784276211711
- 「音楽教室の経営」塾〈１〉導入編―教えるのは、誰のために？　音楽之友社　2017年5月　ISBN　9784276212305
- 「音楽教室の経営」塾〈２〉実践入門編―たった２つのキーワード　音楽之友社　2017年5月　ISBN　9784276212312
- 人生１００年時代“最強の習い事”そうだ！音楽教室に行こう　ビギナーも、ガチ派も、再チャレンジ派も！！　音楽之友社　2019年1月　ISBN　9784276212329